# Подмаленець
Подмаленець (пол. Podmaleniec) — село в Польщі, у гміні Сташув Сташовського повіту Свентокшиського воєводства.
Населення — 496 осіб (2011).
У 1975-1998 роках село належало до Тарнобжезького воєводства.

## Демографія
Демографічна структура на день 31 березня 2011 року:
|          | Загалом | Допрацездатний вік | Працездатний вік | Постпрацездатний вік |
| -------- | ------- | ------------------ | ---------------- | -------------------- |
| Чоловіки | 230     | 51                 | 153              | 26                   |
| Жінки    | 266     | 46                 | 150              | 70                   |
| Разом    | 496     | 97                 | 303              | 96                   |